# Ten Mile Lake Provincial Park
Het Ten Mile Lake Provincial Park is een provinciepark in het Cariboo Land District in Brits-Columbia, Canada.

## Ligging
Het park ligt 16 kilometer ten noorden van Quesnel, binnen de ecoregio van het Fraser Plateau and Basin complex, tussen het vochtige Quesnel Highland en het drogere Chilcotin Plateau.

## Geschiedenis
Het park werd op 5 juni 1962 opgericht en in de loop der tijd werden de parkgrenzen enkele malen verlegd, een laatste maal in 2004. Anno 2020 heeft het park een oppervlakte van 343 hectare.
Het park werd vernoemd naar de mijlpaal van de vroegere Pacific Great Eastern Railway (PGE) die in het begin van de twintigste eeuw in de regio geplaatst werd.

## Accommodaties
Het park bevat een kampeerterrein met 108 plaatsen en een plaats om te picknicken. Er is tien kilometer aan wandelpaden en er zijn mogelijkheden om te zwemmen, varen en vissen.